# Burkhardt Quarck
Burkhardt Quarck (* 13. Juni 1843 in Coburg; † 2. Juli 1909 ebenda) war Jurist und Mitglied des Deutschen Reichstags.

## Leben
Quarck besuchte das Gymnasium Casimirianum in Coburg bis 1863. Anschließend studierte er 1863/64 in Jena, 1864/65 in Heidelberg, im Sommersemester 1865 in Leipzig und schließlich im folgenden Wintersemester erneut in Jena Rechtswissenschaften. Nach den abgelegten Staatsprüfungen wurde er im Dezember 1868 als Rechtsanwalt in Coburg zugelassen. Von 1883 bis 1900 war er Mitglied des Magistrats des herzoglichen Residenzstadt Coburg. 1894 wurde Quarck der Ehrentitel Justizrat, 1909 dann Geheimer Justizrat, verliehen. Ab 1906 war er Träger des Ritterkreuzes I. Klasse des Sachsen-Ernestinischen Hausordens.
Ab 1907 war Quarck Mitglied des Deutschen Reichstags für den Reichstagswahlkreis Herzogtum Sachsen-Coburg-Gotha 1 (Coburg) und die Nationalliberale Partei. Das Mandat endete mit seinem Tode, sein Sohn Hermann Quarck kandidierte 1909 in der Nachwahl, unterlag aber dem Sozialdemokraten Fritz Zietsch, bevor er 1912 das vormalige Mandat seines Vaters gewann.